# Сандро Ботичели
Сандро Ботичели (итал. Sandro Botticelli), право име Алесандро Маријано Филипепи (итал. Alessandro Mariano Filipepi; Фиренца, 1. марта 1445 — 7. маја 1510) био је италијански сликар фирентинске школе раног ренесансног сликарства. Под утицајем претходника, сликао је теме из грчке митологије и алегоријске слике у духу хуманизма. Његова позна дела представљају повратак на експресивно-емотивне религијске мотиве касне Готике.
Рођен у Фиренци у радничкој четврти Оњисанти (итал. Ognissanti), учио на почетку златарски занат, да би га отац по његовој жељи повезао са Филипом Липијем у чијој је школи провео 3 године. Од 1465. до 1470. године Ботичели слика неколицину слика Богородице. На овим сликама огледа се утицај његовог учитеља Липија, али и тада најзначајнијих сликара Фиренце, Антонија Полајуола и Андрее дел Верокија. У јесен 1481. позвао га је папа Сикст IV да заједно са другим уметницима ослика новосаграђену Сикстинску капелу портретима претходних папа. Смрћу Лоренца де Медичија 1492. завршило се златно доба фирентинског сликарства, а почели су друштвени и религијски нереди. То је било време када је Фиренцом завладао противник династије Медичи и идеја ренесансе, свештеник и проповедник Ђироламо Савoнарола. Под његовим утицајем, Ботичели је сликао само религијске теме.

## Биографија
Сандро Ботичели (презиме је преузео од надимка старијег брата Ђиованија), рођен је око 1444/45 као син кожара у кући број 18 улице која данас носи назив Борђо Огнисанти, у непосредној близини самостана Санта Марија Новела и цкрве Огнисанти у којој се данас чува његова фреска која приказује Св. Августина (1480). Већи део живота провео је управо у том флорентинском кварту где су живели и чланове утицајне породице Веспучи (један од њих, Америђо, постао је славан као истраживач Америке) која је Ботичелију осигурала бројне престижне наруџбине. Првобитно је почео као приправник златара, да би га, следећи дечакове жеље, његов отац око 1462. повезао са Фра Филипом Липијем који је тада радио на фресци Ред кармелићана. Липијева синтеза нове контроле тродимензионалних форми, нежна изражајност на лицу и гестама, као и декоративни детаљи наслеђени од касно готичког стила, били су снажан утицај на даљи живот младог Ботичелија.
Један сасвим другачији утицај на њега је био нови кипарски споменик који су радили браћа Полајуоло, чији је задатак био да израде целу серију дела за Трибунал и за Дворану Трговаца (Mercanzia), братство трговаца одеће. Ботичелијев допринос је присутан на делу Снага, датираном 1470. године, а који се сада налази у галерији Уфици.
Био је и приправник у радионици Андреа дел Верочија, где је поред њега радио и Леонардо да Винчи; потом и код Андреа дел Полајола. Прво признање добива у својој локалној цркви Огнисанти, са делом Свети Августин, за које се борио (успешно) са Домеником Гирландајом и његовим Јеронимом на другој страни, „глава свеца је изражајна и профињених мисли” (Васари). Године 1470, отвара своју независну радионицу, а Лоренцо де Медичи убрзо увиђа његов талент те га запошљава.
У Риму борави на позив папе Сикста  и ради три фреске у Сикстинској капели (Призори из живота Мојсијевог, Казне Кораха, Датана и Абирама, Искушавање Исусово).
Ботичели је први од италијанских сликара који је израдио цртеже за илустрацију Дантеове Божанствене комедије. Радио је и картоне за таписерије које се данас налазе у Викторијином и Албертовом музеју у Лондону. Утицао је на Џона Раскина и прерафаелите у Енглеској.
Завршне деценије Ботичелијевог стваралаштва не само да сведоче о великим грађанским раздорима у Фиренци, која су кулминирала свргавањем и протеривањем породице Медичи, него и мајсторовим духовним и сликарским преображењим. Будући да му је брат био отворени присташа Ђиролама Саванароле, Ботичели је очигледно био на страни проповедника против медичејске аутокрације, тако да се једно од његових последњих ремекдела, Мистично рођење (1500), може шватити и као нескривена осуда Саванаролиног јавног смакнућа 1498. гушењем и спаљивањем. Кључ за разумевање тог дела може се наћи у натпису на грчком језику постављеном изнад горњег руба слике:
Ову сам слику ја, Алесандро, насликао поткрај 1500. године, у доба немира у Италији, за време испуњавања једанаестог поглавља светог Јована, у доба другог завета Апокалипсе, кад је Сотона ослобођен на три и по године. Након тога он ће бити окован, како говори дванаесто поглавље, те ћемо га видети (сагађеног) као на овој слици.
Ботичели се никада није оженио и често је изјављивао како му идеја брака ствара ноћне море. Популарно је мишљење како је боловао од неузвраћене љубави удате племкиње, Симонете Веспучи, за коју се верује како је била модел за Рођење Венере (иако је преминула тачно 10 година пре завршетка ове слике) и бројне друге његове слике. Чињеница је како је Ботичели одмах по њезиној смрти затражио да га оног дана када умре, сахране поред ње у цркви Свих Светих (Ognissanti). Његова жеља је услишена 34 године касније, када је преминуо 1510. године.

## Дела
Ботичели врло рано одступа од традиционалних представљања светих тема под утицајем неоплатинизма, покрета који је величао идеализам антике. Лишава се у потпуности сакралних тема и прозрачним и хармоничним бојама слика поетичне митолошке и алегоријске призоре из антике (Марс и Венера; Атена кроти Кентаура; Пролеће; Рођење Венере). Сањарско расположење одражава се и у портретима (Младић с црвеном капом; Ђулијано де Медичи).
Пролеће (Алегорија пролећа) је прва слика где Ботичели слика грацилне ликове лепих, издужених девојака у идеализован амбијент намерно избегнутих дубина и пластицитета сведеног на минимум. На слици влада нестварно, идеализовано приказивање ликова без детаља, занемарујући анатомију потенцирајући тако линеарност ликова (Ботичели је пре свега био цртач, боја га је мање занимала). Ликови су опет стављени у нестварни пејзаж, потпуно осветљен без реалног извора светла. Ипак, њихова одећа је препуна детаља и богата наборима, потпуно лепршава; Ботичели је био мајстор у приказивању тканина.
Слика Рођење Венере је у потпуности у домену пређашњих; дакле све лепршаво, без детаља у надреалном окружењу без извора светла. Али, средишњи лик Венере постао је персонификацијом женске лепоте и предлошком у приказивању не само Венере, него свих лепих жена.
У каснијој фази, под утицајем проповедника херетика Ђиованија Савонароле, његове светачке ликове карактерише аскетска озбиљност, тамнији колорити и немирне композиције (Сцене из живота св. Зенобија; Пијета).
При крају свога живота Ботичели се враћа сакралним темама (бројни прикази Мадоне) и удаљава се од линеарног решења слике успешно истражујући боје. У Риму борави на позив папе Сикста  и ради фреске у Сикстинској капели (Сцене из живота Мојсијева; Жртва губаваца).
Сачувано је око 75 дела, од којих се многа налазе у галерији Уфици.

### Најзначанија дела
-, (Чудесно обожавање), 1475, Уфици, Фиренца
-, (Пролеће), 1478, Уфици, Фиренца
-, Уфици, Фиренца
-, (Рођење Венере), Уфици, Фиренца
-, (Венера и Марс), Национална галерија у Лондону
- Света Марија Магдалена, (Fogg Art Museum Cambridge), САД
- Христово рођење (Лондон)
- Божанствена комедија (циклус) (Берлин 1482-1503)

## Галерија
- Рођење Венере (фрагмент)
- Пролеће (фрагмент)
- Портрет младе жене, 1480—1485. Штедел, Франкфурт на Мајни
- Поклоњење три краља малом Христу, око 1475. године
- Богородица са Христом, 1477. Државна галерија, Берлин
- Пијета, 1495. Стара пинакотека, Минхен
- Рођење Венере, Уфици, Фиренца
- Пролеће, Уфици, Фиренца
- Венера и Марс, Национална галерија у Лондону
- Благовести, 1489-1490. Уфици, Фиренца
- Портрет младића, 1470-1477. Уфици, Фиренца
- Минерва и кентаур, 1482-1483. Уфици, Фиренца